# Hruštička okrouhlolistá

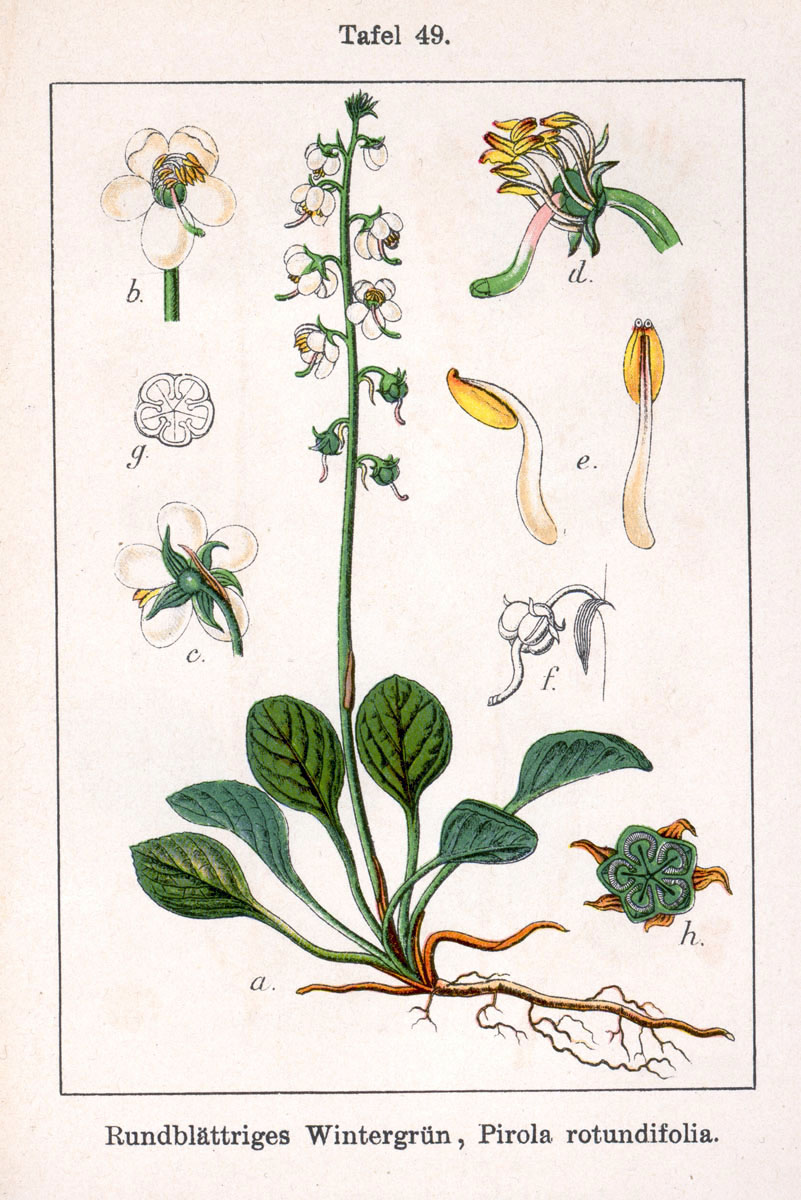
Nákres celé rostliny

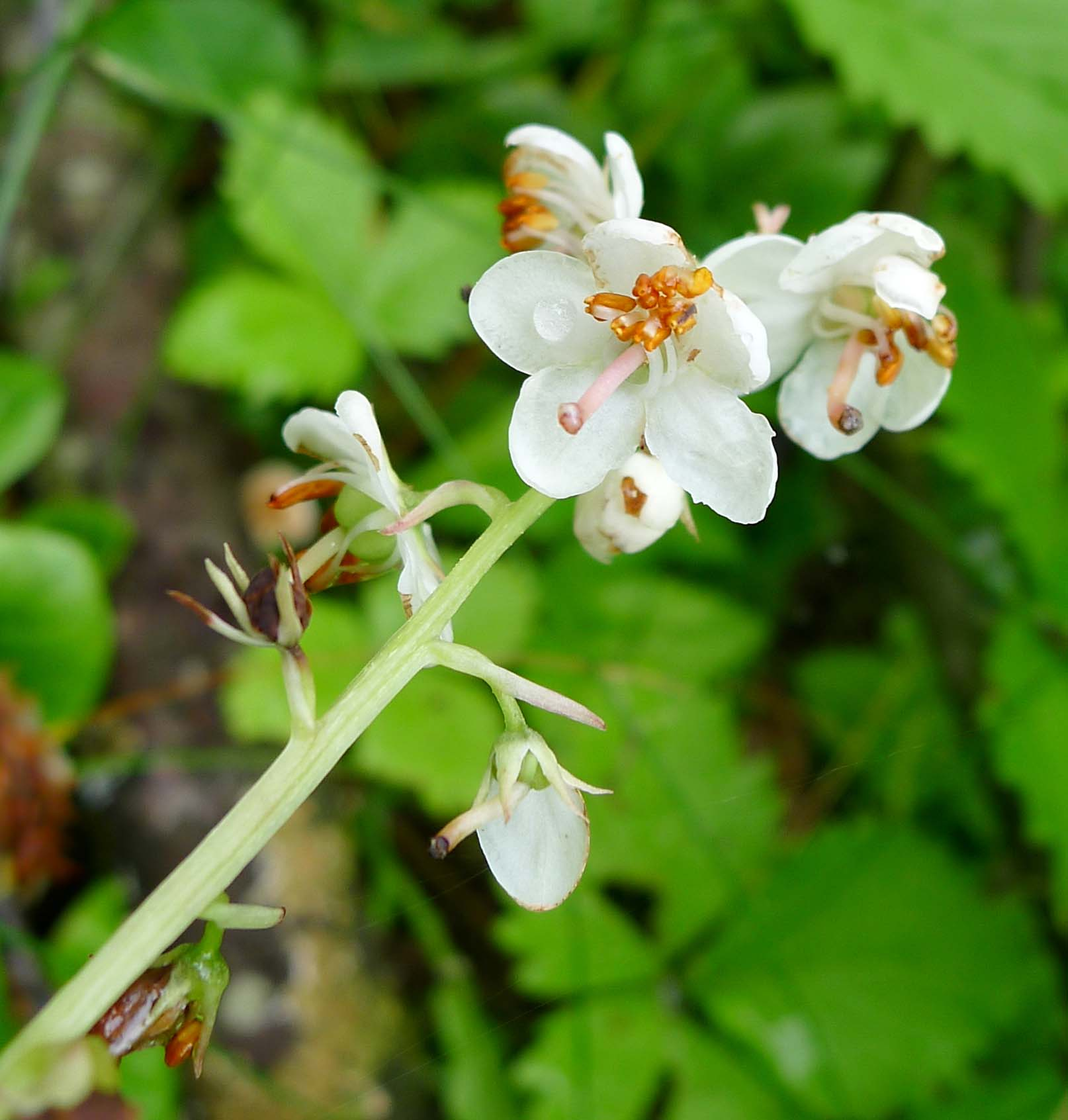
Otevřený květ

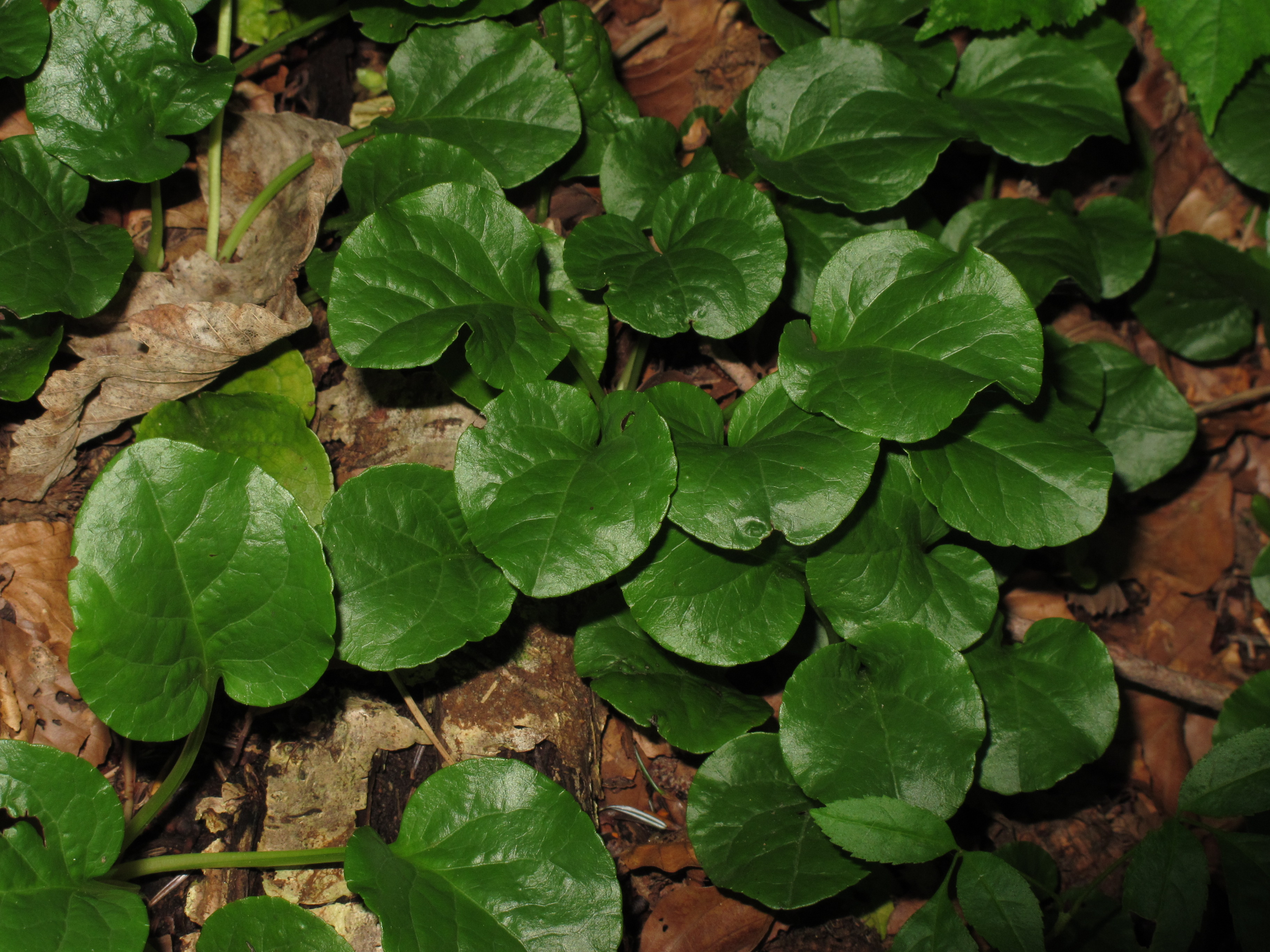
Okrouhlé listy

Hruštička okrouhlolistá (Pyrola rotundifolia) je vytrvalá přízemní bylina, z jejíhož oddenku vyrůstají okrouhlé listy i nevysoká lodyha s drobnými narůžovělými květy. Přestože je v Česku nejčastěji se vyskytujícím druhem rodu hruštička, roste v české přírodě pouze roztroušeně až vzácně a je zařazena mezi ohrožené rostliny (C2t) s postupně ubývající četností výskytu.
Rodové jméno Pyrola pochází z latiny a odkazuje na podobnost přízemních listů s listy stromu hrušeň (latinsky pyrus). A protože její jsou menší velikosti, dostala rostlina zdrobnělé české jméno hruštička.

## Výskyt
Roste v Evropě od Britských ostrovů po sever Itálie a východním směrem až na Ural a Kavkaz. Směrem na východ se postupně vyskytuje přes Sibiř až po ruský Dálný východ a dále ostrůvkovitě v horách Střední Asie, v Mongolsku i Číně. Její izolovaná arela se nachází v jižní Asii, v Myanmaru.
V ČR se řídce vyskytuje v dubohabřinách se zapojeným mechovým patrem nebo po lesních okrajích. Roste značně nerovnoměrně téměř po celém území, v teplých oblastech je vzácná, ve středních je sice o málo častější, ale i tam bývá pouze roztroušená. Těžiště jejího výskytu se nachází ve suprakolinním až submontánním stupni, nejvýše ve Velké kotlině ve Hrubém Jeseníku v nadmořské výšce okolo 1100 m n. m. Dále je hojnější v nižších horských polohách Beskyd, na Šumavě a Českomoravské vrchovině, v lesních lemech či jako pionýrský druh podél cest či v opuštěných lomech.

## Ekologie
Rostlina je hemikryptofyt či chamaefyt, jež se nejčastěji vyskytuje ve stinných, zejména listnatých, mezofilních lesích a po jejich okrajích. Je vhodným druhem pro lehké písčité až střední hlinité půdy, které jsou mírně kyselé nebo slabě zásadité, preferuje trvale vlhké stanoviště.
Upřednostňuje půdu se zapojeným mechovým porostem a pokrytou spadaným listím, ve kterém v nevelké hloubce vodorovně prorůstá její plazivý hypogenní oddenek. V podzemní části se na sympodiálně větveném oddenku vytváří šupinovité listy a v uzlinách vznikají niťovité kořínky. Při určité délce oddenku zamíří z něj svisle vzhůru nadzemní prýt a kolem něj se na povrchu vytvoří růžice listů a pod povrchem kořeny. Tak vzniká nová rostlina s listy jen v růžici a s lodyhou případně nesoucí květenství.
Kvete koncem jara, za teplého období od května až do června a plody dozrávají asi v srpnu. Přestože její květy jsou voňavě, nemají nektar a nelákají hmyz k opylování, semena proto vznikají převážně jen samoopylením. Rostlina odolává mrazu do teploty -30 °C. U hruštičky okrouhlolisté je počet chromozomů 2n = 46 a stupeň ploidie x = 2.

## Popis
Je vytrvalá, stálezelená bylina sahající s lodyhami do výšky 20 až 30 cm. Přímé, hranaté, bezlisté a nevětvené lodyhy, rostoucí z růžice řapíkatých listů, mívají lodyžní listy pouze redukované v jednu či dvě vejčité šupiny. Přízemní listy jsou jednoduché a celistvé, na rubové straně světleji zelené než na lícní, jsou vejčité až eliptické, obvykle dlouhé 3,5 až 5,5 cm a široké od 2 do 4 cm, na vrcholu jsou tupé, po obvodě plytce zoubkované a jejich řapíky bývají delší než vlastní čepele. Listy jsou adaptované na sušší stanoviště, mají hrubší kožovitou pokožku a jsou pokryté silnější vrstvou vosku.
Květenství na vrcholu lodyh tvoří všestranný hrozen a mívá deset až patnáct pětičetných květů na stopkách asi 5 mm dlouhých, jejich blanité objímavé listeny jsou vejčitě kopinaté. Kalich je pětilaločný, vytrvalý, jeho cípy bez lemu jsou asi třikrát delší než širší. Pět volných korunních lístků, dlouhých asi 1 cm a širokých 0,6 cm, vytváří bílou až narůžovělou zvonkovitou korunu. Svrchní, kulatý semeník je tvořen pěti plodolisty. Tyčinky se špičatými, žlutými prašníky jsou vykloněné ven z květu a zralý pyl, slepený v tetrádách, je z prašníků vypouštěn postupně dvěma dírkami. Čnělka je dlouhá 6 až 11 mm, silně zakřivená a na konci ztlustlá, nese pětiramennou bliznu. Pokud se blizna do určité doby neopylí cizím pylem, čnělka se ohne a stočí tak, že se blizna dostane přímo pod prašníky a je následně opylená vypadávajícím vlastním pylem.
Plody jsou kulovité, hnědé, asi 6mm tobolky o pěti pouzdrech, ve kterých bývá množství drobných semen velkých kolem 0,5 mm. Tobolky pukají ve zralostí pouzdrosečně pěti chlopněmi, které však na spodu a vrcholu zůstávají spojené. Zralá semena jsou tak za bezvětrného počasí v tobolkách zadržována a vytřásají se ven toliko při otřesech za silného větru, kdy také mohou odlétnou dále od rostliny. Semena jsou nejen malá, ale i velmi lehká, prachová, mají jen neparným klíček a nejsou na nich vidět stopy po dělohách, obsahují jen minimum zásobních látek pro novou rostlinku.

## Rozmnožování
Bylina se nejčastěji rozšiřuje větvícím se oddenkem, který dále slouží k uchovávání živin pro překlenutí nepříznivých podmínek v zimním období nebo za sucha a usnadňuje rostlině regeneraci po narušení okolního životního prostředí.
Kvetoucí rostliny se mohou rozmnožovat i semeny, která jsou nejčastěji šířena větrem, méně častěji vodou nebo pomoci zvěře. S přihlédnutím ke skutečnosti, že květy bývají ve výšce do 20 cm nad zemí a v lesích není v této výšce příliš větrno, semena se obvykle nerozptylují přirozenou cestou na velké vzdálenosti.
Jako všechny druhy hruštiček je i tento druh endomykorhizní. Žije v symbióze s vřeckovýtrusnými houbami, jejichž vlákna podhoubí pronikají do buněk pokožky kořínků hruštičky. Rostliny využívají tuto erikoidní mykorhizu k získávání vody a v ní rozpuštěných anorganických látek z půdy.
Tato spřízněnost je potřebná hlavně pro vyklíčené semeno, neboť to obsahuje jen minimum živin a pomoci mykorhizy si zajišťuje přísun živin nutných ke klíčení i pro růst semenáče. Je nejpravděpodobnější, že vyklíčí právě to semeno, které se dostane do prostředí zaplněného vlákny mycelia vhodných hub. S vyrašením listů nastupující fotosyntéza zajišťuje pro hruštičku lepší dostupnost většiny živin a potřeba mykorhizy sice klesá, ale nezaniká. Rostlina houbám zase poskytuje uhlíkaté zdroje nutné pro stavbu těla.

## Význam
Listy hruštička okrouhlolisté obsahují hlavně třísloviny a arbutin, látky, které se používají v léčitelství. Třísloviny jsou velice různorodé polymerní fenolové sloučeniny, jež bývají přítomné v mnoha potravinách rostlinného původu. Při interakci s bílkovinami v ústní dutině vytvářejí trpkou chuť. Mají antioxidační potenciál a mohou ničit volné radikály, působí protizánětlivě, protialergicky a účinkují proti ateroskleróze. V trávicím ústrojí mají detoxikační účinky, působí proti bakteriím, virům i střevním parazitům, brzdí zánětlivé procesy v žaludku a ve střevech, podporují tvorbu žaludečních šťáv, ovlivňují krevní oběh, pomáhají proti nadměrnému pocení, působí proti průjmu a krvácení. Na druhé straně se však dieta s vysokým obsahem taninů může projevovat negativně, např. nižší využitelností bílkovin či minerálních látek.
Arbutin je derivát hydrochinonu, bílý či nažloutlý prášek, který má antioxidační vlastnosti a má zjasňující účinek na kůži. Získává se z listů některých rostlin čeledě vřesovcovitých nebo je vyráběn synteticky.

## Ohrožení
Hruštička okrouhlolistá je v českém prostředí ohrožena především nevhodným lesnickým hospodařením, pěstováním monokultur i disturbancí bylinných podrostů. V minulosti všechny hruštičky ustupovaly z české přírody také v důsledku negativního vlivu průmyslových imisí na jejich mykorhizní houby. V Červeném seznamu ohrožených druhů České republiky z roku 2017 je považována za taxon, jehož počty se v poslední době stále snižují, za druh silně ohrožený (C2t).